# 프라타스섬
프라타스섬(영어: Pratas Island)은 남중국해 북부에 위치한 환초이다. 중국과 대만의 영토 분쟁 지역으로, 대만이 실효지배하고 있다. 홍콩에서 남동쪽으로 약 약 170해리 떨어진 곳에 위치해 있다. 2007년 둥사 환초 국립공원이 프라타스섬에 지정되었다.
 64 240 헥타르 (590 ac)의 석호를 포함해 약 240 64 헥타르 (160 ac)의 면적을 갖고 있으며 남중국해의 주요섬들 중에서 면적이 가장 크다. 둥사 공항이 위치해 있다.

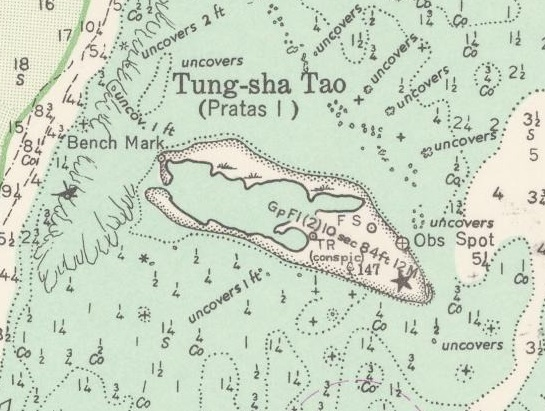
프라타스섬의 지도(1969년)

프라타스섬이라는 명칭은 16세기에 둥근 모양 때문에 환초에 부여된 포르투갈의 일하스다스 프라타스에서 유래했다. 중국에서는 이 섬을 둥사섬(중국어 간체자: 东沙岛, 정체자: 東沙島, 병음: Dōngshā Dǎo)이라고 지칭하며, 대만에서는 이 섬을 땅수아섬(대만어: Tang-soa Tó)이라고 부른다. 프라타스섬과 2개의 산호초를 포함해 프라타스 군도라고도 부른다. 하지만 이중 유일한 섬은 프라타스섬 뿐이며, 나머지는 전부 인근의 산호초이다.

## 역사
1800년 10월 22일경, 동인도인 얼 탤벗이 프라타스섬에 난파되어 탑승자 전원이 숨졌다. 당시 이 섬은 영국 선원들에게 "페라테스"로 알려졌다. 1851년 영국의 프로펠러 슬루프가 다른 난파선의 도움을 받으러 가던 중 프라타스섬의 남동쪽 굴곡에서 난파되었다. 선원들은 모두 구출되었다. 수십 년이 지난 후에도 HMS 레이너드의 잔해의 보일러와 기계 부품은 환초에서 계속 볼 수 있다.
1859-1861년 영국 식민지청과 홍콩 식민지 당국 사이에 환초 본섬에 등대를 세우는 것에 대한 서신이 오갔다. 샤먼(Amoy)의 영국 사업가의 제안에도 불구하고 비용이 너무 크고 문제가 소멸되었다고 결정되었다. 아무도 환초가 알려진 관할 구역의 일부라고 생각하지 않았다는 것은 서신을 통해 명백하므로, 어떤 공사도 합법적이 되도록 보장하기 위한 협상이 필요했을 수도 있다.
이 계획의 결과 중 하나는 1858년 영국 해군 측량선 HMS 사라센이 이 환초에 대한 최초의 상세한 조사를 완료하여 1858년 4월 프라타스 암초와 섬 계획, J. 리차드와 다른 사람들이 영국 해군에 의해 출판되었다는 것이다. 결과로 나온 도표에서 등대에 대해 세 가지 위치가 제안되었다: 프라타스 섬, 북동쪽 모퉁이, 또는 HMS 레이너드가 정박했던 곳 근처의 남쪽 가장자리. 석호의 북동쪽 모퉁이에 있는 도표는 "정크를 위한 정박지"라고 기록하고 있는데, 이는 어업과 다른 소형 선박들이 피난처에서 정기적으로 사용한다는 것을 나타낸다. 도표의 루브릭은 진입하는 선박들이 사용할 수 있는 안전한 초안은 15피트(4.6m)밖에 되지 않았기 때문에 비교적 작은 선박들에게만 제한되었다고 지적했다.
1866년에 커스버트 콜링우드 박물학자가 프라타스섬을 방문하고 나중에 이에 대한 설명을 발표했다.
1908~1909년에 일본인 사업가 니시자와 요시지가 구아노 수집소를 설립했다. 그는 다왕조 조스페이퍼 하우스를 파괴하고 무덤을 파서 중국 어부들의 뼛가루를 바다에 쏟아 부었고 환초의 이름을 '니시자와섬'으로 명명하였다. 외교적 대결 끝에 중국의 주권이 회복되었고, 니시자와는 광둥성 정부로부터 보상을 받고, 중국 어부의 사당을 파괴한 데 대한 보상금을 지불한 뒤 철수했다.
1930년 12월, 네덜란드의 스쿠너선이 프라타스섬 앞바다의 산호초에 좌초되어 난파되었다.
1944년 5월 22일, 남중국해 프라타스섬 앞바다에서 미국 잠수함의 어뢰로 인해 일본 포함 하시다테가 침몰했다. 장애인 화물선 츠쿠바 마루를 견인하던 중. 사상자는 알려지지 않았지만 그녀의 지휘관은 사망했다.
제2차 세계대전 중에 일본 해군이 프라타스섬을 점령했다. 일본 해군은 이 섬을 기상 관측소와 관측소로 사용했다. 1945년 5월 29일 오전 10시 22분, 호주 특공대와 미 해군 잠수함으로 구성된 상륙군이 이 섬에 미국 국기를 게양하고 미국 영토로 선언하며 블루길섬이라는 이름을 붙였다. 상륙반은 라디오 타워, 기상 관측소, 연료 및 탄약 덤프, 여러 건물을 파괴했습니다. 블루길이 도착하기 전에 일본인이 섬을 떠났기 때문에 그들은 저항에 직면하지 않았다.
프라타스섬은 나중에 중국 광둥성에 복원되었다. 1946년 9월 12일, 중화민국 해군이 프라타스 섬을 점령하고 주둔시켰다. :10,13,15,23
1949년 6월 6일, 중국은 프라타스섬을 포함하는 하이난 특별 행정구를 설립했다.
1954년 가을, 중화인민공화국의 고위 정치인 장징궈가 이 섬을 방문하여 시찰을 했다.
1960년 6월 9일, 태풍 메리로 인해 홍콩 화물선이 프라타스섬에 부딪혀 난파되었다. 승무원 55명은 구명정에 탑승하여 USS 요크타운 (CV-10)에 의해 구조되었다.
1965년 7월 18일 남중국해에서 USS 프랭크 녹스(DD-742)가 프라타스섬에 의해 좌초되었고 매우 어려운 인양 노력 끝에 8월 24일에야 구출되었다.

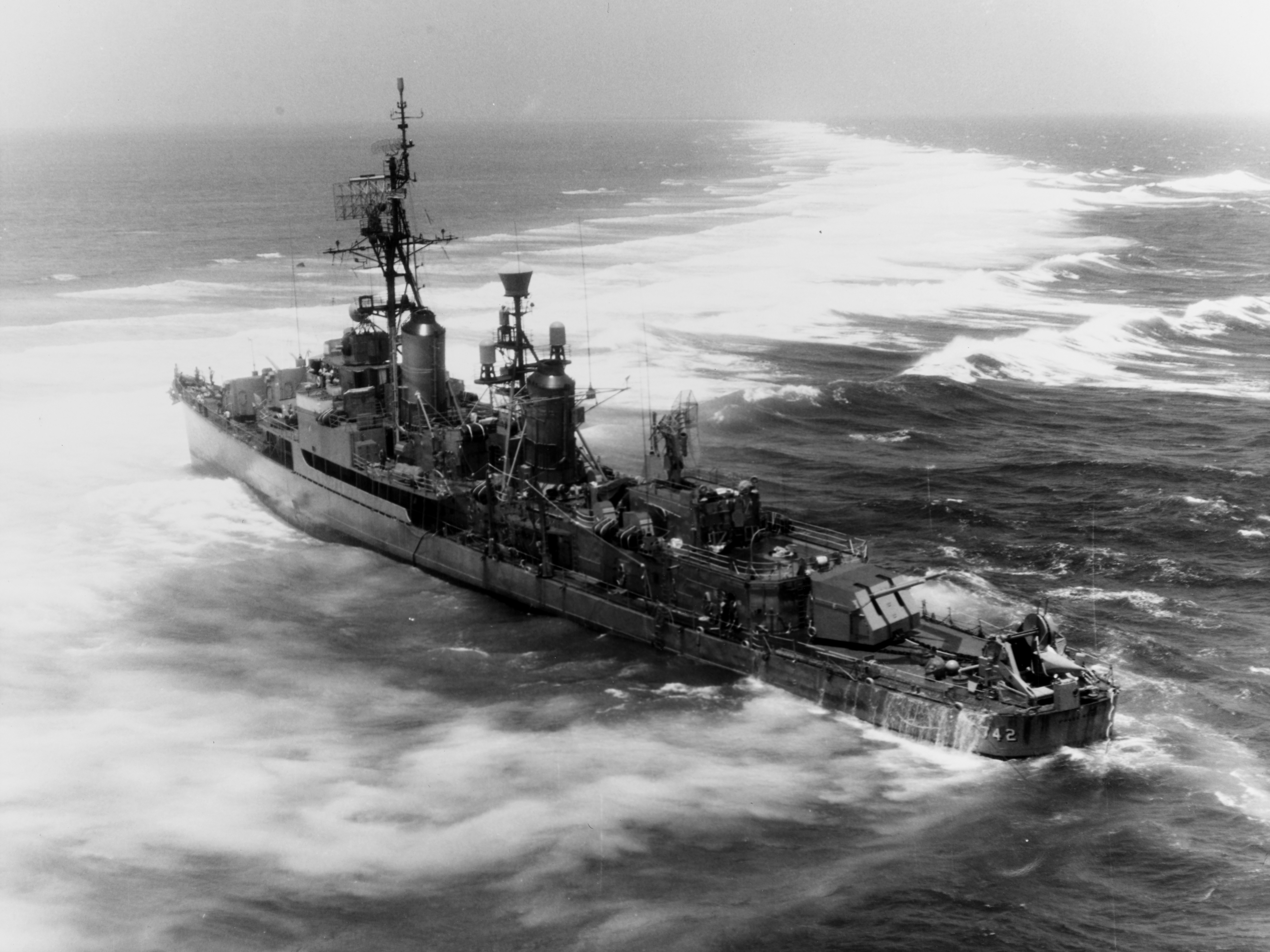
1965년 프라타스섬에 좌초된 USS 프랭크 녹스

1996년 4월 13일, 대만 가오슝 지방법원의 관할권이 프라타스섬으로 확대되었다.
1999년 5월 셰창팅 가오슝 시장이 섬을 방문하여 섬의 어업 서비스 센터에 주소판을 걸었다. 2000년 12월 21일 천수이볜 총통이 셰창팅 가오슝 시장과 함께 섬을 방문했다. 2005년 7월 28일 천수이볜 총통이 다시 섬을 방문하여 대만 해안경비청 제5 해상순찰대를 창설했다.
2007년 1월, 대만 정부는 프라타스섬을 대만 최초의 해양 국립공원인 둥샤 환초 국립공원으로 지정했다.
2013년 1월 8일 프라타스섬에 중화우정 사무소가 개설되었다.
2020년 9월, 중국은 방공 식별 구역을 침범해 프라타스섬 사이의 해역에서 공중 훈련을 실시했다. 비행기는 떠날 때까지 중국 군대로부터 무선 경고를 받았다.
2020년 10월 15일, 홍콩 항공 교통 관제사가 항공기 기장에게 26,000 피트 (7,900 m)도 이하에서 "위험한 활동"이 일어나고 있다고 말하자 유니 항공의 정기 민간 전세기는 대만 본섬에서 프라타스섬으로의 여행을 포기해야 했다. 유니 항공의 항공기는 홍콩 비행 정보 지역에 진입할 수 없었다. 중화민국 교통부 민용항공국은 조종사와 항공 교통 관제소 간의 대화 녹취록을 공개했다. 다음날 옌테파 중국 국방부 장관은 중국에 "국제 항공 질서를 방해하지 말 것"을 촉구했다. 2020년 10월 20일, 중국 총참모부 부사령관 리팅성이 프라타스섬을 방문했다. 군부대원들의 생활시설을 점검하시고 지시를 내리시였다. 10월 26일, 동일한 Uni Air 항공기가 대만 본섬과 프라타스섬 간 왕복 비행을 했다.
2020년 10월 27일, 산시 Y-8 중국 군용기가 그 달에 21번째로 대만 본섬과 프라타스섬 사이의 중화민국 방공 식별 구역에 진입했다. 10월 28일, 국무원 대만 사무판공실 주펑롄은 푸젠성과 광둥성에서 열린 중국 인민해방군 군사 훈련을 고려하여 중화민국에서 프라타스섬을 탈환할 계획이 있는지 여부에 대한 질문을 받았다. Feng은 가상적인 질문에 답할 필요가 없다고 대답했다. 11월 2일, 8대의 중국 인민해방군 공군 항공기가 프라타스섬 근처 해역 위 대만의 방공 식별 구역을 침범했다. 11월 3일, 산시 Y-8가 대만 본섬과 프라타스섬 사이 중회민국 방공 식별 구역에 진입했다. 11월 4일, 엔테파 중국 국방부 장관은 입법 청문회에서 2020년 1월 이후 276대의 중국 군용기가 대만 본섬과 프라타스 섬 사이의 영공에 진입했다고 밝혔다. 이는 엔이 계획과 관련된 활동이다. 중국이 남중국해에 자체 ADIZ를 건설하기로 결정했다. 12월 6일, 중국 공군 Y-8 비행기가 대만 본섬과 프라타스섬 사이의 대만 방공 식별 구역에 진입했는데, 이는 12월 5일에 중국 군용기가 대만 방공 식별 구역에 진입한 날이다.

## 지리학

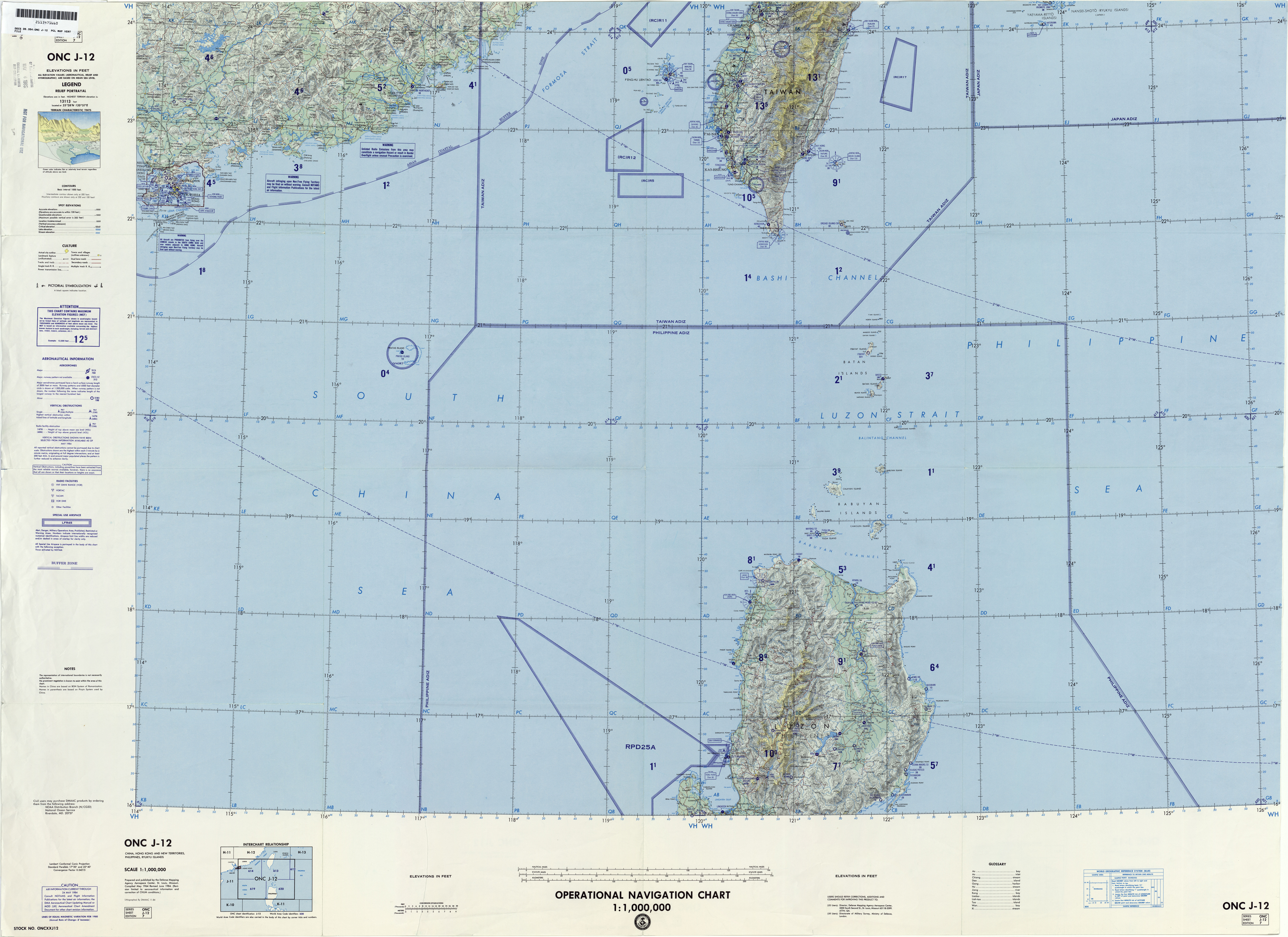
남중국해 프라타스섬((VH)R7 내)의 위치를 보여주는 지도(DMA, 1984년)

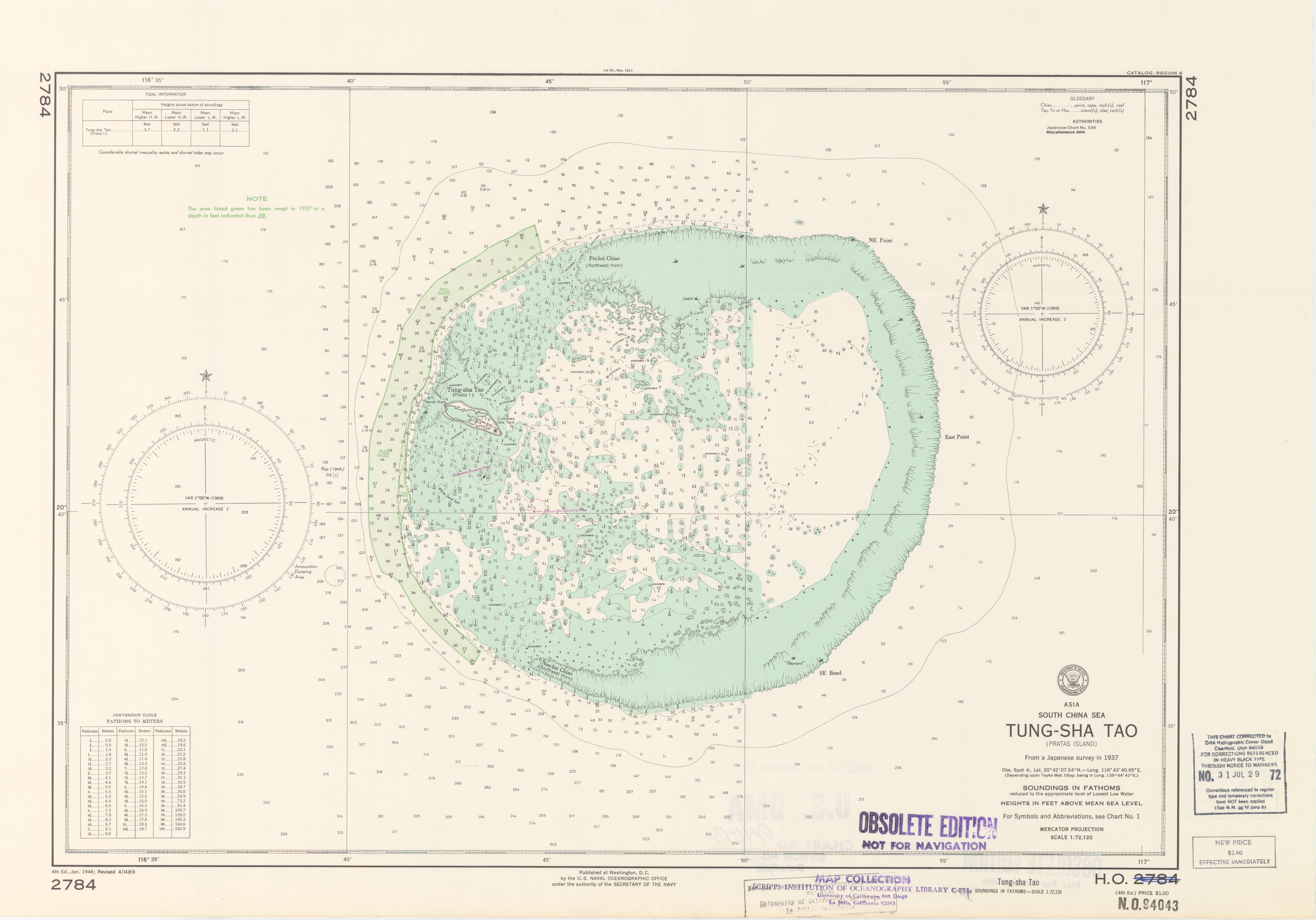
프라타스섬 지도(1969년)

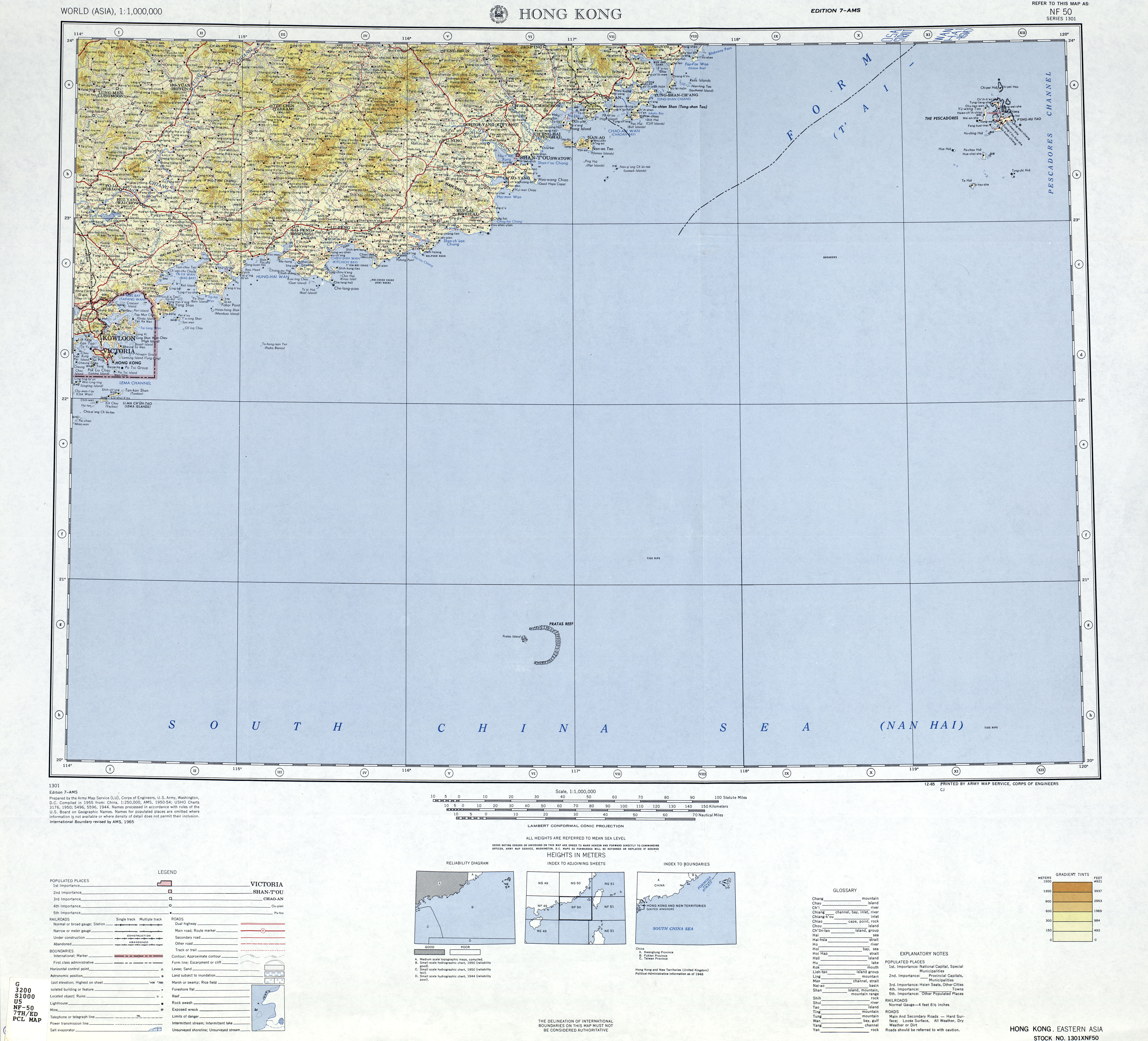
국제 세계지도(AMS, 1965년)에서 프라타스 산호초, 프라타스섬 및 주변 지역을 포함한 지도

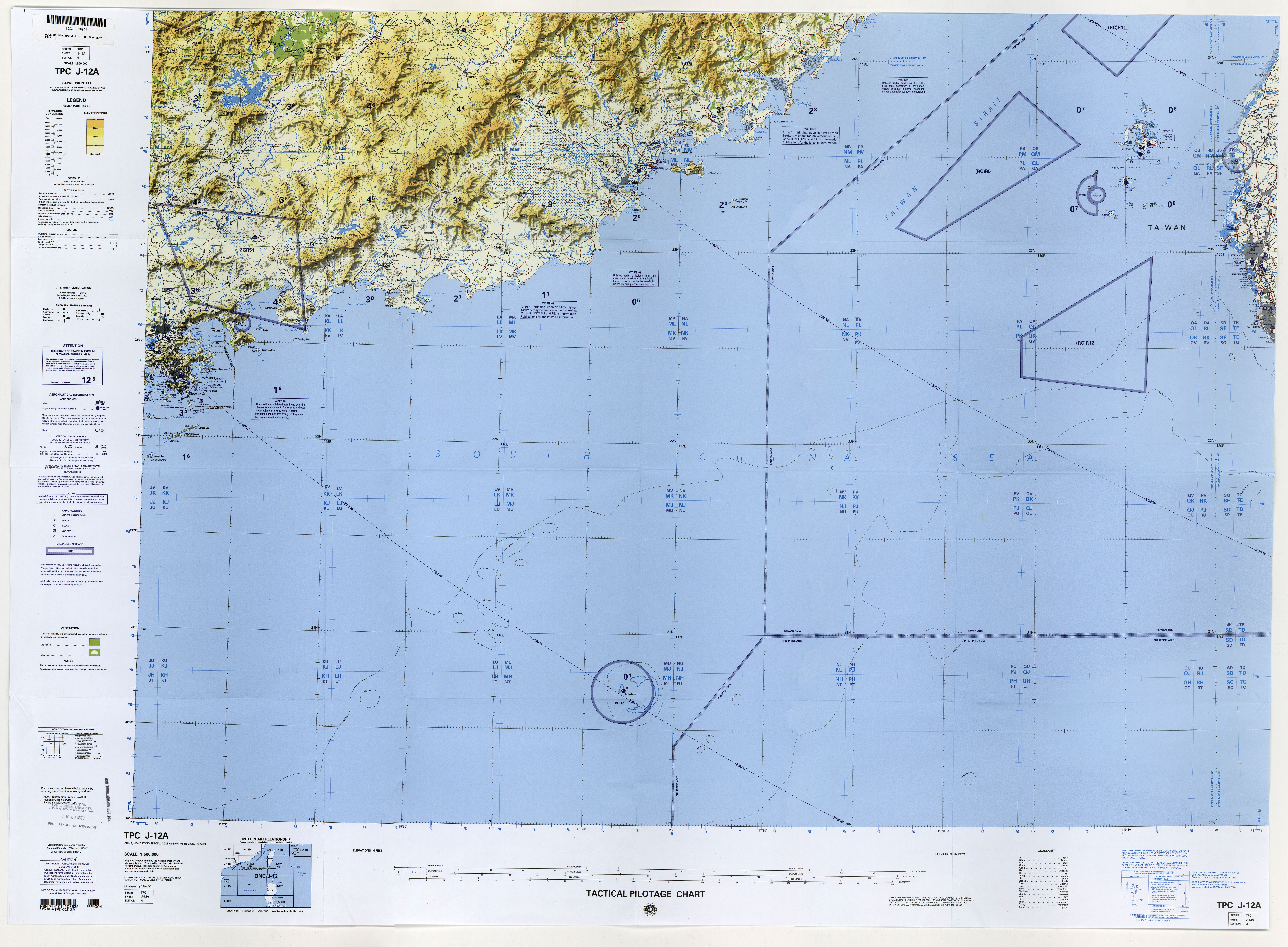
프라타스섬을 포함한 지도(VHR7 내)(NIMA, 2000년)

프라타스섬은 대만 가오슝시의 나머지 지역에서 444km(276마일), 대만 타이베이시에서 남서쪽으로 850km(530마일), 홍콩에서 남동쪽으로 320km(200마일), 중국 광둥성 산터우시에서 남쪽으로 260km(160마일) 떨어진 남중국해 북부(20°43′N 116°42′E)에 위치한다. 국제 연구진이 이 섬에서 채취한 11종의 해양종에 대한 포괄적인 개체군 유전 분석을 실시했다. 그들은 해양 유충이 잠재적으로 남중국해 북부의 수많은 암초에 도달할 수 있기 때문에 프라타스섬이 남중국해 암초 사이의 유전적 연결성을 촉진하는 중요한 지역 디딤돌이라고 결론지었다. 따라서 대만 정부가 동샤 환초 국립공원으로 섬과 주변 암초를 보호하는 것은 전체 지역에 도움이 될 수 있다.
프라타스섬은 2.8 킬로미터 (1.7 mi) 길이 및 0.865 킬로미터 (0.537 mi) 넓다; 이는 해발 그룹의 유일한 특징이다. 섬은 산호초와 암초 평지로 구성되어 있다. 섬의 일부는 관목, 덩굴, 관목으로 덮여 있으며 나머지는 백사장이다. 프라타스섬과 그 주변의 동식물은 다음과 같다.
- 은빛 비단나무
- 딸기 퉁나무
- 코코야자
- 쇠제비갈매기
- 턴스톤
- 큰부리제비갈매기
- 앵무고기
- 불가사리
- 닭새우

과학 저널(1867년 4월)에는 HMS 뱀에 승선한 박물학자 커스버트 콜링우드 박사가 쓴 "남중국해에 있는 프라타스섬의 자연사"라는 제목의 9페이지짜리 기사가 있다. 이 기사는 탐사선이 정박해 있는 이틀 동안의 방문 기간 동안 관찰된 것, 특히 조류의 생명체에 대해 설명하고 있다. 콜링우드는 1866년 4월 30일 이 섬을 탐험했다.
베레커 강(21°N 116°E)은 프라타스섬에서 북서쪽으로 74km 떨어져 있다. 노스 및 사우스 베레커 뱅크스는 물 속에 있는 산호초이다.  노스 베레커 뱅크스(北衛灘) 해수면 아래 11미터(36피트)까지 올라 평균 수심 60미터(200피트)에서 90미터(300피트)까지 내려간다. 노스 베레커 은행에서 30미터(98피트) 떨어진 곳에 4.1미터(13피트) 깊이의 우물 머리가 있다. 2-3마일의 깊은 물이 노스 베레커 은행과 사우스 베레커 은행을 갈라놓는다. 사우스 베레커 뱅크스(南衛灘)는 해수면 아래 58미터(190피트)까지 올라간다. 베레커 강에서 북쪽으로 28마일(45km) 떨어진 21°38'N 116°03'E 깊이의 우물 머리가 있다. 루펑 터미널은 관련 생산 플랫폼과 SPM이 구성되어 있으며 터미널은 제한 구역으로 둘러싸여 있다. 이 지역에서는 석유 탐사가 이루어지고 있다.
또한 환초의 일부가 아닌 인근 해산 지형도 있다.
- 지안펑 해산(尖峰海山)
- 마오자 해산(芼架海山)
- 베이포 해산(北坡海山)

## 정치와 정부
프라타스섬의 우편번호는 817로, 대만이 실효지배하고 있다. 비록 이 섬의 장기 거주자는 없지만, 프라타스섬은 대만 가오슝시 정부에 의해 관리된다.

### 군대
2020년 11월 현재 프라타스섬에는 약 500명의 대만 해병대가 주둔하고 있다. 이 섬은 지하 벙커 네트워크를 갖추고 있다. 2020년 12월 2일에 개정된 규정에 따르면 대만 본토와 프라타스섬 또는 이투아바섬 사이에 통신이 두절될 경우 현지 최고위급 장교가 가해자에 대한 대응 사격을 결정할 수 있다.

### 양안 관계
프라타스섬은 중국과 대만의 영토 분쟁 지역으로, 대만측 행정구역상 대만 가오슝시에 속하며, 중국측 행정구역상 중국 광둥성 산웨이시에 속한다:10
익명의 PLA 소식통에 따르면 중국이 2010년경 남중국해의 방공 식별 구역을 위해 수립한 계획에는 프라타스 섬 영공이 포함된다. 2020년 말 대만 ADIZ 남동쪽 모퉁이와 프라타스섬 근처에서 PLA의 행동은 이 지역이 중국에 의해 ADIZ의 일부로 선언될 수 있다는 추측으로 이어졌다.
2020년 하반기 중국의 군사 훈련과 섬 근처의 비행이 반복적으로 보고되면서 프라타스섬과 대만 본섬 사이의 공급선을 차단하려는 명백한 시도로 해석되었다.

## 정착지
영주권자가 없는 섬으로 어업인, 군인, 연구원 등이 주로 방문한다. DXCC와 아일랜드 온 에어 어워드 프로그램에 참여하는 아마추어 라디오 사업자들도 가끔 방문한다.

### 랜드마크
1946년 이후 오벨리스크가 세워졌다.

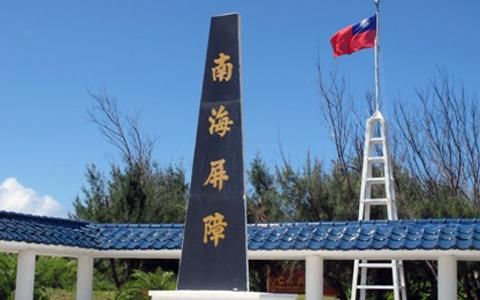
내무부가 프라타스섬에 세운 비석

1954년 프라타스에 주둔한 대만 정부군은 섬 남쪽에 석판을 세워 바다를 바라보고 있었다.
다왕 사원은 '쿠앙 캉'과 '남중국해 여신'인 마조를 모시는 곳이라고 한다. 관우 공상은 1948년 카누를 타고 프라타스 섬에 왔다고 한다. 프라타스섬의 군인들은 1975년에 그를 숭배하기 위해 사원을 지었다. 카누는 아직도 성전에 보관되어 있다. 향과 양초는 군인들이 기증한 것이며 동상 앞에 걸려 있는 금색 간판도 마찬가지다. 사원 앞에는 역시 군인들이 지은 '에버그린' 정자가 있다. 섬에서 가장 푸르른 곳이다.
1989년 대만 내무부장은 남중국해 방위석판을 세워 대만의 주권을 선언했다.
1991년 7월 가오슝시 정부는 프라타스섬이 가오슝시 관할권에 속한다는 상징으로 프라타스섬 측량비를 세웠다. 가오슝 내에서 이 섬은 치진구에 속한다.
1991년 12월, 대만 정부는 프라타스섬의 삼각측량지점으로 삼각측량지점을 설정하였다. 삼각측량지점 석판의 밑면 양쪽에는 '프라타스섬 삼각측량지점'이라고 적혀 있으며, 앞면에는 '경도: 116o 43' 42.5601'E, 위도: 20o 42' 6.2415'N, 높이: 2.4875'라고 적혀 있다. 이 석판에는 사령관 로벤 리가 작성한 '남중국해를 수호하라'는 문구도 새겨졌다. 청화대의 섬 관련 홈페이지에는 "섬에 대한 측량과 지도 그리기, 시설의 건설과 개발을 더욱 편리하게 할 뿐만 아니라, 삼각측량지점의 설정은 우리의 주권적 권리의 기초이기도 하다.

### 공공 건물

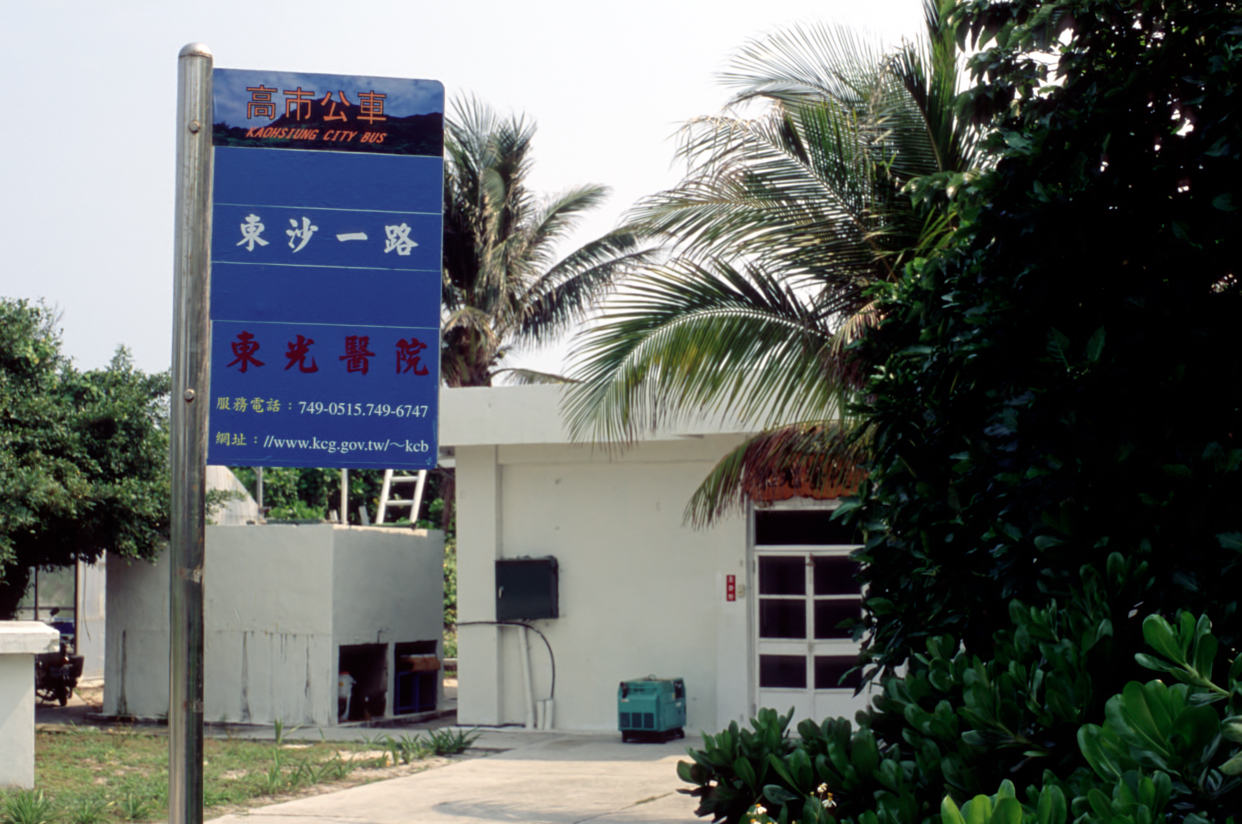
병원, 2004

도서관에는 주요 광장의 한 쪽에 위치해 있으며, 군인들이 정신적인 영양분을 얻을 수 있는 중심지이다. 그 도서관은 2,000권 이상의 책을 소장하고 있다.
군우체국은 67호국이다. 교통통신부는 1996년에 '남중국해 도서지도 우표'를 두 장 세트로 발행하였다. 5달러짜리 우표에는 프라타스섬 국석판의 '남중국해 방어'라는 글씨가, 17달러짜리 우표에는 이투아바섬 국석판의 '남중국해 방어'라는 글씨가 각각 인쇄되었다. 배경은 푸른 하늘과 바다가 펼쳐진 남중국해 해안선, 대만과 하이난섬이었다. 대만이 남중국해를 주제로 우표를 발행한 것은 이번이 처음이었다.
1987년 군과 민간인 거주자들은 '프라타스 어부 서비스 스테이션'을 건설했다. 이 스테이션은 전통적인 중국의 뜰채 양식으로 지어졌으며 남중국해의 어부와 보트에 편리한 서비스를 제공하여 어부의 안전을 보장하고 대만의 통제권을 유지한다. 제공되는 서비스에는 숙박, 의료 구조, 오락 및 공급이 포함된다. 이 스테이션은 또한 섬에 대한 연구를 수행하기 위해 오는 과학자들을 위해 숙박을 제공한다.
2012년 국립중산대학교 동샤 환초 연구 기지(DARS)가 생물학, 생물지구화학, 해양학 연구를 위해 설립되었다.

### 에너지
섬에 전력을 공급하기 위해 디젤 연료 발전기가 사용된다. 2016년 3월, 대만 해안경비청이 구축한 태양광 에너지 시스템이 가동에 들어갔다. 이 시스템은 310.6m  의 면적을 차지하며 매년 53,200kWh의 전기를 생산한다.

## 운송
프라타스섬 북쪽 끝에는 둥사 공항 활주로가 있고 동쪽 끝에 작은 공항 터미널이 있다. 공항은 중화민국 국군에 의해 사용된다. 섬의 남동쪽 끝에는 주 판잣집과 하위 판잣집이 있다. 주유시설이 없다.
남동쪽 해안에 두 개의 교각이 있어 작은 수상정이 착륙할 수 있다.
프라타스섬을 중심으로 반경 10 nmi(19 km)의 원, 즉 VHR7은 항공 목적의 금지 구역이다. VHR7에서 'VH'는 '홍콩'을, 'R'은 '제한 구역'을 의미한다. 프라타스섬과 VHR7은 홍콩 비행 정보 지역 내에 위치하고 있다.

## 같이 보기
- 난하이 제도